# Mario Merola (album 1969)
Mario Merola è il quinto album discografico dell'omonimo cantante pubblicato in Italia nel 1969.

## Descrizione
Come gli altri album precedenti, contiene una raccolta di brani già pubblicati in precedenza come singoli. Venne ripubblicato nel 1975 col titolo "Volume primo" e una diversa copertina.

## Tracce
1. Ciente appuntamente – 3:55 (Aniello Langella e Vincenzo Falsetti)
2. 'O Milurdino (Aniello Franzese)
3. Abbracciame – 2:59 (Luca Troia, Alfredo Romeo e Raimondo Dura)
4. Scampagnata amara (Felice Genta e Gennaro Esposito)
5. 'O masto – 3:36 (Alberto Petrucci, Carmelo Mammone, Salvatore Palliggiano e Vincenzo De Caro)
6. Gelusia e frennesia – 3:08 (Aldo Fiorini, Francesco Colucci e Tonino Esposito)
7. 'O primm'attore (Enrico Schiano e Enzo Manzoni)
8. Dduje core e nu curtiello – 3:02 (Enzo Di Domenico e Giovanni Marigliano)
9. Spusarizio 'e marenare – 3:03 (Enzo Di Domenico e Giovanni Marigliano)
10. Passione nera – 2:46 (Aldo Fiorini e Alfredo Romeo)
11. 'O Sgarro (Antonio Rispoli, Enzo Di Domenico e Giovanni Marigliano)
12. 'Na Santa Guapparia (Aldo Fiorini, Francesco Colucci e Tonino Esposito)